# Denis Gurjanov
Denis Vladimirovitj Gurjanov, ryska: Денис Владимирович Гурьянов, född 7 juni 1997 i Toljatti, är en rysk professionell ishockeyforward som spelar för Montreal Canadiens i National Hockey League (NHL).
Han har tidigare spelat för Dallas Stars i NHL; HK Lada Toljatti i Kontinental Hockey League (KHL); Texas Stars i American Hockey League (AHL) samt Ladja Toljatti i Molodjozjnaja chokkejnaja liga (MHL).
Gurjanov draftades av Dallas Stars i första rundan i 2015 års draft som tolfte spelare totalt.

## Statistik
| 2013–2014  | Ladja Toljatti     | MHL        | 37  | 7  | 9  | 16  | 6  | —  | — | — | —  | —  |
|            | Ladja Toljatti U18 |            | 4   | 5  | 1  | 6   | 4  | 7  | 8 | 5 | 13 | 4  |
| 2014–2015  | HK Lada Toljatti   | KHL        | 8   | 0  | 1  | 1   | 2  | —  | — | — | —  | —  |
|            | Ladja Toljatti     | MHL        | 23  | 15 | 10 | 25  | 39 | 4  | 3 | 1 | 4  | 12 |
| 2015–2016  | HK Lada Toljatti   | KHL        | 47  | 4  | 1  | 5   | 6  | —  | — | — | —  | —  |
|            | Ladja Toljatti     | MHL        | 7   | 4  | 2  | 6   | 4  | —  | — | — | —  | —  |
| 2016–2017  | Dallas Stars       | NHL        | 1   | 0  | 0  | 0   | 0  | —  | — | — | —  | —  |
|            | Texas Stars        | AHL        | 57  | 12 | 15 | 27  | 15 | —  | — | — | —  | —  |
| 2017–2018  | Texas Stars        | AHL        | 74  | 19 | 15 | 34  | 11 | 16 | 2 | 3 | 5  | 0  |
| 2018–2019  | Dallas Stars       | NHL        | 21  | 1  | 3  | 4   | 0  | —  | — | — | —  | —  |
|            | Texas Stars        | AHL        | 57  | 20 | 28 | 48  | 12 | —  | — | — | —  | —  |
| 2019–2020  | Dallas Stars       | NHL        | 64  | 20 | 9  | 29  | 13 | 27 | 9 | 8 | 17 | 2  |
|            | Texas Stars        | AHL        | 2   | 3  | 0  | 3   | 0  | —  | — | — | —  | —  |
| 2020–2021  | Dallas Stars       | NHL        | 55  | 12 | 18 | 30  | 21 | —  | — | — | —  | —  |
| 2021–2022  | Dallas Stars       | NHL        | 73  | 11 | 20 | 31  | 16 | 5  | 0 | 0 | 0  | 0  |
| 2022–2023  | Dallas Stars       | NHL        | 43  | 2  | 7  | 9   | 4  | —  | — | — | —  | —  |
|            | Montreal Canadiens | NHL        | 23  | 5  | 3  | 8   | 6  | —  | — | — | —  | —  |
| NHL totalt | NHL totalt         | NHL totalt | 280 | 51 | 60 | 111 | 60 | 32 | 9 | 8 | 17 | 2  |
| KHL totalt | KHL totalt         | KHL totalt | 257 | 46 | 57 | 103 | 52 | 32 | 9 | 8 | 17 | 2  |
| AHL totalt | AHL totalt         | AHL totalt | 190 | 54 | 58 | 112 | 38 | 16 | 2 | 3 | 5  | 0  |
| MHL totalt | MHL totalt         | MHL totalt | 67  | 26 | 21 | 47  | 49 | 4  | 3 | 1 | 4  | 12 |

### Internationellt
| Källa: Uppdaterad: 2023-02-27 | Källa: Uppdaterad: 2023-02-27 | Källa: Uppdaterad: 2023-02-27 |         | Utv = Utvisningsminuter | Utv = Utvisningsminuter | Utv = Utvisningsminuter | Utv = Utvisningsminuter | Utv = Utvisningsminuter |
| År                            | Lag                           | Mästerskap                    | Matcher | Mål                     | Assists                 | Poäng                   | Utv                     |                         |
| ----------------------------- | ----------------------------- | ----------------------------- | ------- | ----------------------- | ----------------------- | ----------------------- | ----------------------- | ----------------------- |
| 2015                          | Ryssland                      | U18-VM                        | 6       | 3                       | 2                       | 5                       | 2                       |                         |
| 2017                          | Ryssland                      | JVM                           | 7       | 4                       | 3                       | 7                       | 2                       |                         |
| Junior totalt                 | Junior totalt                 | Junior totalt                 | 13      | 7                       | 5                       | 12                      | 4                       |                         |